# Залозецкий, Василий Дмитриевич
Васи́лий Дми́триевич Залозе́цкий (1833—1915) — русский и польский писатель из Галиции.

## Биография
Родился в селе Погореловка на Буковине (Австрийская империя, современная Черновицкая область, Украина). Учился в средних училищах в Коломые и Черновцах, а высшее образование получил во Львове и Вене. Почти всю жизнь прожил в селе Горное Стрыйского уезда, где он служил униатским священником.
В 1854 году начал писать по-польски (повести «Ярмарка в Кутах»), затем только на язычие. В 1862 году появилась его первая повесть «Не-Святоюрщина», обратившая на себя внимание галицких читателей. Все его бытовые рассказы были включены в сборник «Записки русского священника» (1883). представляющий собою художественно-этнографический очерк о жизни карпатских гуцулов деревни Речки. К числу лучших его рассказов относят: «Лунатка» (1867), «Речские гуцулы» (1875), «Дедова скрипка» (1878) и «Пригоды русской молодицы» (1879).
От бытовых повестей и рассказов В. Залозецкий перешёл к сочинениям на исторические темы. В 1883 году вышла его повесть «Звонимира», которая рассказывает о языческих временах до возникновении Киевской Руси.
В 1891 году появилась его лучшая повесть «Половецкая моленица». В её основу положена история любви галицкого князя Ярослава Осмомысла к Настасье Чагровой. Бояре устраивают заговор и заставляют князя вернуться к его жене, а Настасью сжигают на костре, как чаровницу.
Третья повесть «Евфимья Володарьевна» (1903) рассказывает о временах правления перемышльского князя Володаря (1124—1145), польско-русских отношения этого периода, даны описания древнерусских обрядов и суеверий.
Василий Залозецкий занимался исследованием галицкой истории, наибольший интерес вызывают такие его работы: «О Бояне в Слове о полку Игореве» (1901), «О Велесе, языческом боге» (1901), «Половецкая эра нашей истории» (1908), «Олег Святославич» (1908), «Плач Ярославны и трилогия русских языческих богов» (1908), «Русские языческие божества.: Карна, Жля, Мара, Яга-Пага» (1908).
В 1907—1909 годах было издано Полное собрание сочинений Залозецкого.